# Comitatul Gibson, Indiana
Comitatul Gibson (în engleză Gibson County) este un comitat din statul Indiana, Statele Unite ale Americii. Conform recensământului din 2010 avea o populație de 33.503 de locuitori. Reședința comitatului este orașul Princeton.

## Comitate adiacente

### Orașe
| - Oakland City (47660) | - Princeton (47670) |

### Orășele

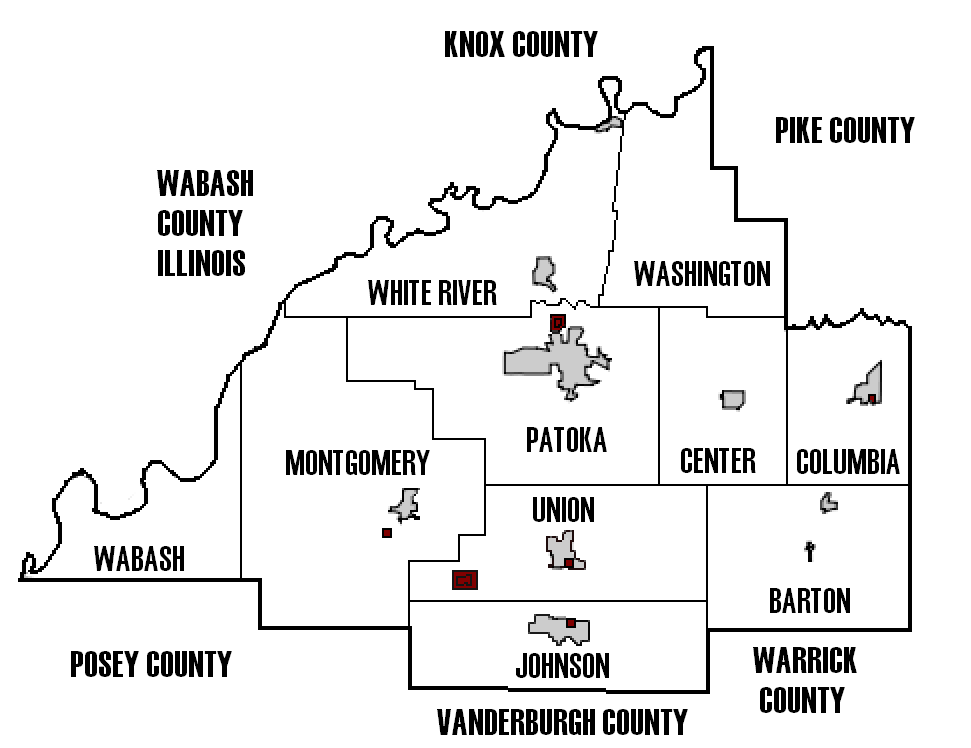
Comunități neîncorporate din Gibson County

| - Buckskin (47647) - Fort Branch (47648) | - Francisco (47649) - Haubstadt (47639) | - Hazleton (47640) - Mackey (47654) | - Owensville (47665) - Patoka (47666) | - Somerville (47683) |

### Comunități neîncorporate
| - Baldwin Heights * - Buena Vista (Giro) - Crawleyville - Calamity - Dongola - Douglas - Durham - East Mount Carmel | - Gray Junction - Gudgel - Hickory Ridge (Hickory) - Johnson - Kings Station (Kings) - Lyles Station - Mount Olympus - Mounts | - Northbrook Hills * - Oak Hill - Port Gibson - Saint James - Skelton - Snake Run - Warrenton - Wheeling (Kirkville) |

## Autostrăzi majore
- I-64
- I-69
- US 41
- SR 56
- SR 57
- SR 64
- SR 65
- SR 68
- SR 165
- SR 168
- SR 357